# スティーブ・サンプソン
スティーブ・サンプソン (Steve Sampson, 1957年1月19日 - )は、アメリカ代表、MLSのロサンゼルス・ギャラクシーを率いたことがあるサッカー指導者である。メディアではアンクル・サムという愛称が使われている。

## 来歴

### 大学時代のキャリア
サンプソンは1975年にカリフォルニア州ロスアルトスヒルズにあるフットヒルカレッジに転籍するまでカリフォルニア大学ロサンゼルス校(UCLA)に在籍していた。フットヒルカレッジでは、1976年のカリフォルニア短期大学選手権での活躍で、全米表彰を受けた。彼は翌年にサンノゼ州立大学に転籍し、1979年に副専攻でスペイン語学を修め、卒業し、このことが後年にコスタリカ代表チームを率いることになるのに役立つことになった。

### 監督業の初期
サンノゼ州立大学を卒業後、教育学修士コースを取るためにスタンフォード大学の大学院に進学した。大学院にいる合間に、マウンテンビュー市にあるアウォルト高校でサッカーを教えていた。そして、修士号を取得後、フットヒルカレッジのサッカー部のアシスタントコーチを始めた。1982年、UCLAが彼をサッカー部のアシスタントコーチとして招聘、1985年には全米大学体育協会(NCAA)のサッカー選手権を勝ち取った。

### サンタクララ大学
1985年のシーズンが終わり、サンタクララ大学が彼をUCLAから引き抜き、監督とした。1989年、NCAAサッカー選手権での優勝に導くという大学サッカーにおいての偉業を達成した。皮肉なことに、サンタクララ大学の決勝の相手、バージニア大学を指揮していたのは、後にアメリカ代表チームを率いた時の後任監督となる、ブルース・アリーナだった。サンタクララ大学とバージニア大学はレギュラーシーズンのみならず、NCAA規定で延長戦を終えるまで戦ったこと4度、両チームの選手、監督のフラストレーションが溜まりに溜まった末、両校優勝に収まった。サンタクララを去った1989年、64勝19分19敗の功績を残し、NCAAサッカー監督賞を受賞した。

### 1994年ワールドカップ
サンタクララ大学を去った後、1993年に当時のアメリカ代表監督、ボラ・ミルティノビッチのアシスタントコーチとなり、ホスト国となる1994年ワールドカップのコーチングスタッフとなった。コーチ業に加えて、サンプソンは大会運営の副会長をも兼ねていた。

### アメリカ代表監督

#### コパアメリカ1995
ワールドカップの後、ボラが辞任し、アメリカ合衆国サッカー連盟(USSF)は1995年4月にサンプソンを暫定監督の座に据えた。しかし、コパ・アメリカ1995での、アルゼンチンを3-0で打ち負かしたことを含め、驚きに満ちた4位入賞まで導いたこと、そして最大のライバル、メキシコに対しても準々決勝で勝利したことにより、同年8月、サンプソンは暫定監督から監督に昇格を遂げた。
アメリカ代表チームは1990年ワールドカップ以来、素晴らしい団結力を築き上げてきた。当時のアメリカには国内リーグがなかったため、選手はほとんどの時間を代表チームのために戦うことができた。その結果、プロクラブでの仲間のように、お互いをよく知ることができた。サンプソンの前任者、ミルティノビッチは小さくまとめたチームを作り上げた。この手法は高い水準の戦術を浸透させた一方で、しばしば創造性を締め付けた。サンプソンが監督になった時に、チーム戦術を柔軟な方向へと転換した。結果、アメリカは1995コパアメリカとワールドカップ予選で気迫ある試合を見せつけた。実際に予選で負けた試合は1試合だけであった。戦術的な質を欠いた1998年ワールドカップ予選は実体感を伴わない高い期待を代表チームに植え付けた。サンプソンはその高い期待を抱かせるに値した、1998年ゴールドカップでの1-0のブラジル戦勝利という歴史的快挙を演じてしまっていた。

#### 1998年フランスワールドカップ
成功の日々にもかかわらず、アメリカ代表の挑戦の日々は続いた。ドイツ戦、ユーゴスラビア戦はCONCACAFでの予選よりもはるかに難しい試合を強いられた。この年の春に、サンプソンはフォーメーションを「3-6-1」という流行していないものを採用し、ドイツ戦に備え、ドイツの重厚な中盤に対してカウンター戦術を採った。欧州王者のドイツに対して中盤の網を掛けるというのはこのワールドカップでの傑出した作戦であった。この保守的なアプローチはよく機能したが、前半にコーナーキックから、マイク・バーンズのゴールポスト際でのシュートブロックのミスで失点を喫した。後半にサンプソンはシステムを変更し、結束した試合運びを見せたが、それも当代きってのストライカー、ユルゲン・クリンスマンのゴールによって気持ちがくじかれてしまう。試合は結果として0-2で敗れた。第2戦目のイラン戦は魂を込めた戦いぶりを見せはしたが、ネットを揺らすことは1度しかなく、5度もポストやバーに嫌われるという不運もあり、1-2でこの大事な試合を落とした。カウンターアタックでのゴールを許した、その手法は、アメリカがドイツを打ち負かすための最善の方法だったにもかかわらず、イランからは速攻を許し、選手は憔悴しきった。唯一のゴールはブライアン・マクブライドだった。監督考査として重要となったユーゴスラビア戦は0-1で負けてしまった。
サンプソンはアメリカ人選手を欧州でプレーさせることを模索していた。デイヴィッド・レジスはサンプソンが招集した中で最も優れた選手であったが、市民権を得るのに遅れ、年齢的に大きな魅力を与えられなかった。マイケル・メイソンとデイヴィッド・ワグナーは若手のMLS選手の中で弱点を克服させることに成功した選手たちだった。議論の余地はあるものの、サンプソンはワールドカップ直前にキャプテンのジョン・ハークスを代表から落選させた。多くの理由が挙げられるが、彼の代表選手としての振る舞いのせいでもあり、リーダーシップの欠如、そしてより攻撃的な役割を果たして欲しかったが、そうではなかったからだとされる。ワールドカップの舞台におけるハークスのリーダーシップはもうなく、サンプソンによる代表から除外するという行為は、いわば深刻な骨折状態になったアメリカ代表になってしまったということであった。サンプソンの攻撃陣のために働けるのは、エリック・ウィナルダと創造性に富んだミッドフィールダーのタブ・ラモスだけであった。アメリカ代表チームはグループリーグで1つの勝ち星も上げられず、1998年6月29日、サンプソンは監督の座を辞した。
2010年2月、サンプソンはAP通信のインタビューに答え、ハークスを1998年ワールドカップメンバーから外したのは、ストライカーのエリック・ウィナルダの妻、エイミーとの情事が原因であったと明かした。長期に渡ってハークスを取り巻く噂は片付き、サンプソンはウィナルダが南アフリカでの2010年ワールドカップに向けてイングランド代表チームにおける状況を裏付けるものとして公にした。多くの人が、ハークスの代表チーム追放について選手個人のプライバシーに絡むことに対して慎重に扱い、正しい扱いをするべきだったのではないかと、サンプソンを批判した。

### コスタリカ代表
2002年、コスタリカが代表チームの監督としてサンプソンを招聘した。彼にとっての初めての海外キャリアは2003年のコパ・セントロアメリカーナ(中米選手権)を無敗で制覇した。また、2004年にはFIFAランキングを当時最高となる17位にまで引き上げた。サンプソンは2006年ワールドカップ北中米カリブ海予選の2次予選に進めた。しかし、彼はその予選を勝ち残ることはできず、2次予選での弱小国とされていたキューバとの戦いでのアウェイゴールでの辛勝の結果、道半ばの2004年に解任された。サンプソンはアメリカに帰国し、2ヶ月後にロサンゼルス・ギャラクシーの監督に就任し、のちに国内2大タイトルの制覇を成し遂げた。

### ロサンゼルス・ギャラクシー
2004年8月18日、シギ・シュミッドの後任として、ギャラクシーの監督に就任した。タレントの宝庫にもかかわらず、チームは同年の残りのシーズンを不安定な成績で終え、翌年の大部分ももがき苦しんだ。サンプソンが連れてきた選手たちは、アメリカ、コスタリカ、グアテマラの各代表チームには献身的に動いてくれたがギャラクシーに対しては緩慢なプレーになっていた。サンプソンはほぼ解任になりそうなところまでいっていたが、惜しみなく改善を進め、遂にはUSオープン杯、MLSカップの2つを勝ち取り、レギュラーシーズンではプレーオフの最終シードを得た。ギャラクシーはその年の成功を拠り所にしていたが、2006年6月6日にサンプソンは解任され、アレクシー・ララスがGMとして招聘された。

### カリフォルニア州立ポリテクニック大学
2014年12月4日、カリフォルニア州立ポリテクニック大学のサッカー部監督に就任した。